# ウィリアム・オニール (コネチカット州知事)
ウィリアム・アティソン・オニール（William Atchison O'Neill、1930年8月11日 - 2007年11月24日）は、アメリカ合衆国の政治家。
1930年、コネチカット州ハートフォードで誕生。1978年、エラ・グラッソの下でコネチカット州副知事に就任。
1980年12月、グラッソが健康的理由により州知事を辞任したため、オニールが州知事に就任。その後1982年と1986年の州知事選挙で勝利し、1991年の任期満了まで州知事を務めた。